# 水晶岳
水晶岳（日语：／ Suishō-dake），又名黑岳，是位于飛驒山脈中部的一座山峰，標高2,986米。山麓之間有水晶生產，因而得名，是日本百名山之一。